# Горайский замок
Горайский замок (пол. Zamek w Goraju) — замок начала XX века, расположенный в селе Горай в гмине Любаш Чарнковско-Тшцянецкого повета Великопольского воеводства в Польше.

## История
Замок в неоренессансном стиле в Горае был построен для графа Вильгельма Болька фон Хохберга в 1910—1911 годах.
Род фон Хохбергов жил в замке до Второй мировой войны.
В наше время в замке размещается интернат учебного заведения.

## Архитектура
Замок построен на левом берегу реки Нотець в Нотецкой пуще. Здание заложено на плане латинской буквы U, которая концами направлена в сторону реки. По обе стороны от переднего крыла находятся две мощные башни, покрытые шлемами. Третья башня находится в конце восточного крыла. Образцом для здания послужил замок Варенхольц в Вестфалии.

## Галерея

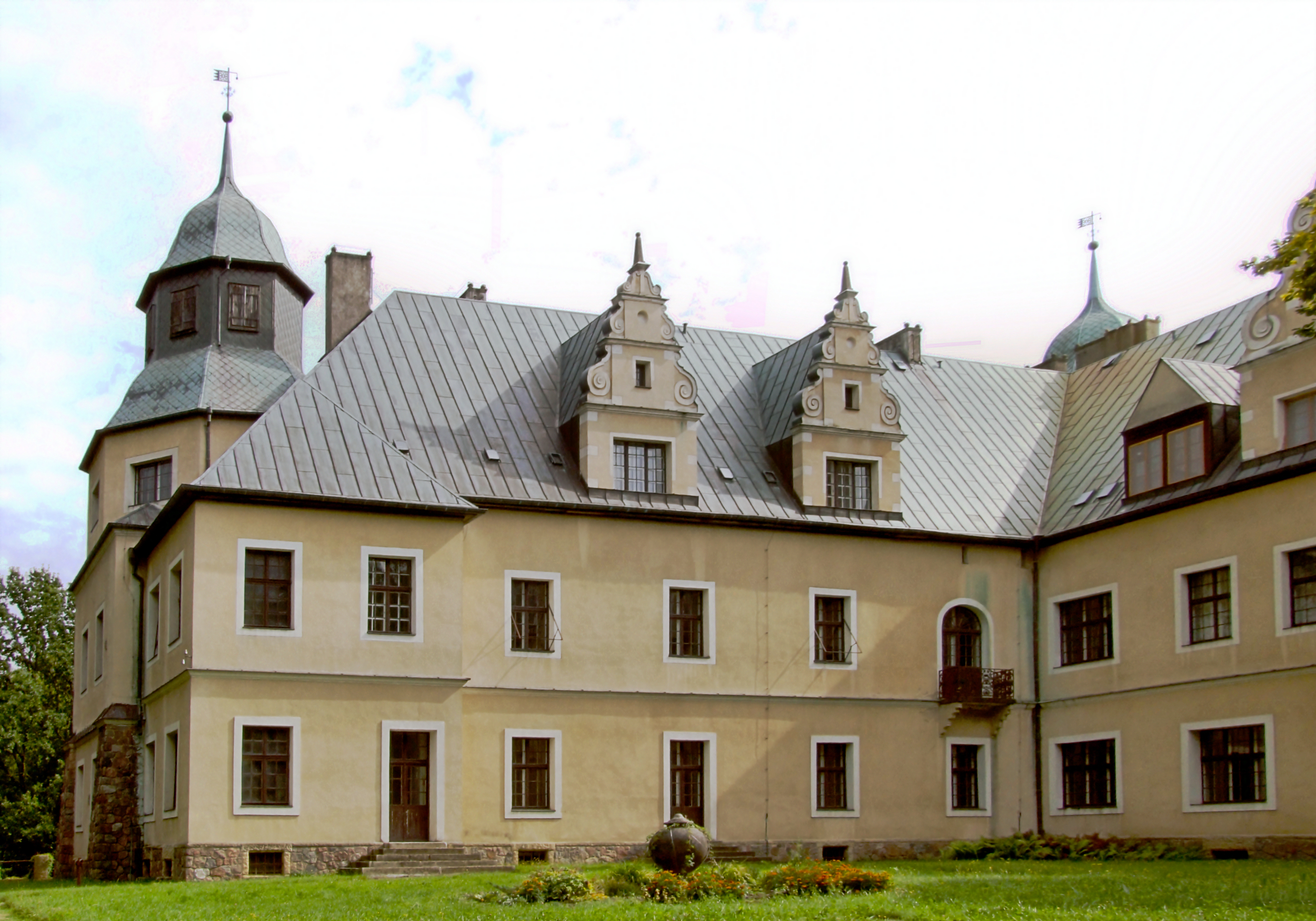
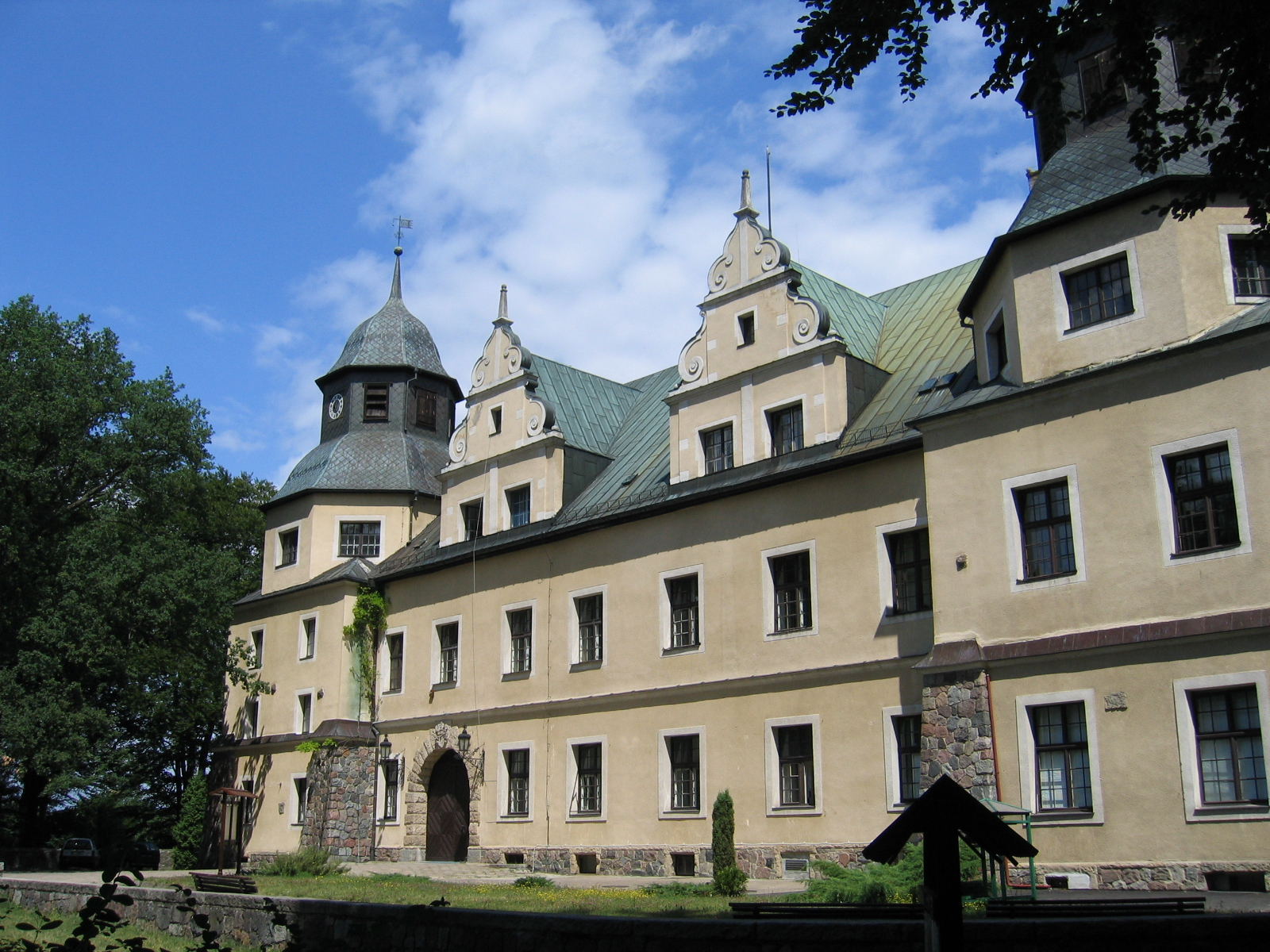
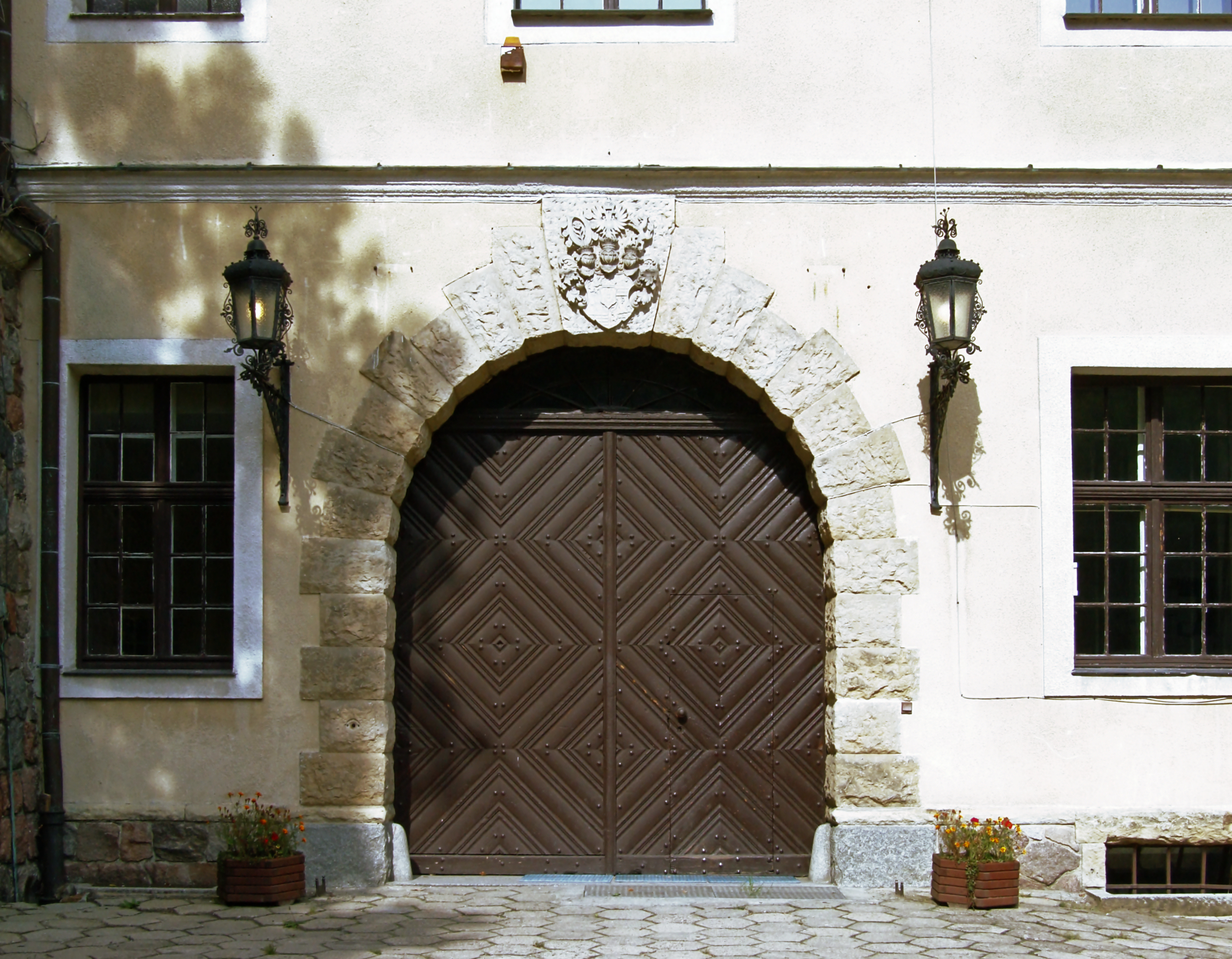